# Gastronomia peu-negre
La gastronomia peu-negre és la cuina pròpia dels francesos algerians (denominats «rapatriés» per l'Estat francès i popularment Pieds-Noirs), colons en l'antiga Algèria francesa. La gastronomia pied-noir es pot considerar com un gresol de cultures musulmana, jueva i cristiana. Inclou contribucions de la gastronomia magrebina (àrab i berber), turca, sefardita i llatino-europea (francesa, maltesa, espanyola i italiana).
Els pieds-noirs es van establir principalment a Orà, a Philippeville (actual Skikda) i Bône (actual Annaba), Alger, Constantine (actual Qusantina) i la regió històrica berber de Cabília. Aquesta gastronomia comprèn plats simples encara que generosos i varien també segons l'origen dels colons europeus; Si bé, la presència espanyola a Orà va ser molt anterior al 1830.
Aquesta gastronomia pot estendre's a tots els altres francesos en el Magrib, del Marroc a Tunísia.
Per a molts pieds-noirs repatriats a França, llur gastronomia és ja el sol vincle amb la terra que els va veure néixer. Aquest repatriamient de prop d'1 milió de pieds-noirs d'Algèria cap a França va introduir els productes, tècniques culinàries i plats de la gastronomia pied-noir a la França metropolitana. Aquesta tradició culinària, establida per les dones i llur habilitat, constantment transformada i millorada en les famílies, corre el risc de desaparèixer quan els darrers pied-noirs s'hauran mort. Hi ha alguns llibres dedicats a aquesta cuina, encara que moltes receptes continuen de transmetre's oralment.

## Influències

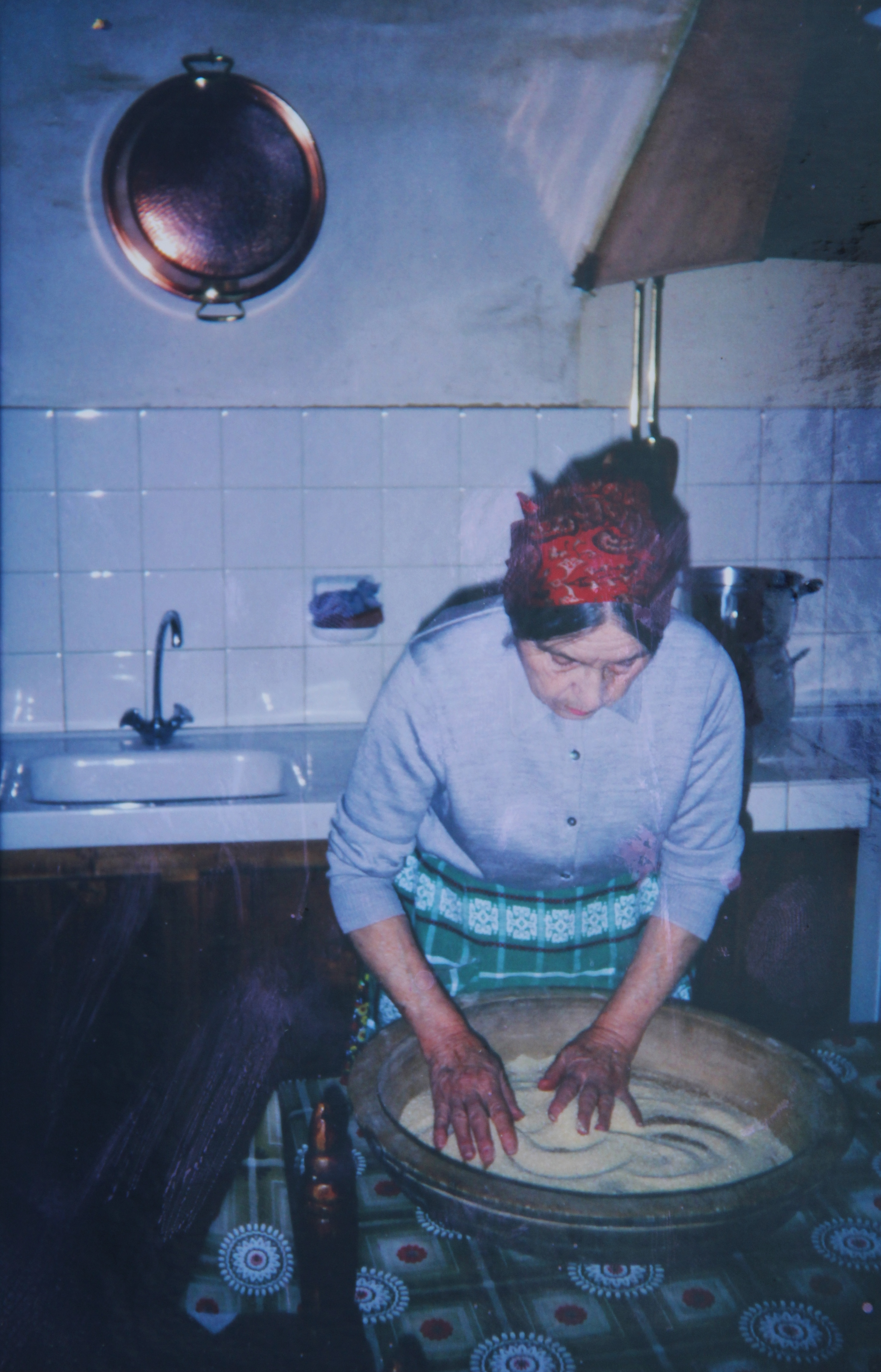
Dona pied-noir preparant la sèmola en una kessera per fer cuscús.

### Gastronomia magrebina
Plats com l'empanadilla brik, el xoriço berber merguez, el cuscús, que són grans de sèmola de blat, o els estofats anomenats tajins, són propis de la cuina magrebina, que és el component principal d'aquesta cuina. Això explica per què la carn de porc i les salses de vi (com la salsa grand veneur o la clàssica francesa salsa bordelesa) no són gaire presents en la gastronomia pied-noir, llevat de certs plats procedents de la península ibèrica.

### Gastronomia europea
La cuina pied-noire rep influències de diverses gastronomies de l'altre costat de la mediterrània (cultures cristianes): la francesa (concretament la gastronomia occitana) i espanyola (concretament la gastronomia dels Països Catalans). Entre els ingredients que es van importar d'Europa, cal esmentar la llonganissa (de la qual deriva la longaniza pied-noir) o el vin d'orange, beguda d'aperitiu francès. Alguns plats a destacar són: el gaspatxo oranès, que procedeix del gaspatxo manxec, la coca algerina, que procedeix de la coca catalana, la fregida, que procedeix de la piperrada basco-navarra, els ciurons cuinats, les migas, les boles de carn (i la seva versió geganta, les pilotes), l'arròs caldóss, la paella i el potatge de vigília (també anomenat potatge de cigrons o potatge vidu).
En la rebosteria són populars el pastís de batata, d'origen valencià, els rollicos, emparentats amb els rotllos de Sant Antón murcians i els roscos de vino.
A més es pot veure una contribució evident de la gastronomia italiana del sud, com en la pizza napolitana, el timbal de macarrons o els canelons amb fines herbes (cannelloni alle erbe).

### Gastronomia sefardita
Aquesta gastronomia també té orígens espanyols, puix que els sefardites van viure en la península ibèrica d'ençà de l'època romana (vegeu: Història dels jueus a Espanya). No obstant això, amb l'Edicte de Granada, promulgat el 1492, es va expulsar a la comunitat jueva d'Espanya i la major part d'aquesta diàspora sefardita es va establir en ciutats del Magrib com Orà o Fes.
La gastronomia pied-noir ha rebut notables influències de la cuina sefardita. Cal destacar termes culinaris com «poyo» (pollastre), «gayna» (gallina), «pichkado» (peix), «salata» (amanida), «wevos» (ous) i plats anomenats «al orno» (al forn) entre molts altres. Si bé la seva ortografia no és la mateixa que en el castellà, això és perquè deriven de l'idioma judeoespanyol o haketia, que al seu torn deriva del castellà.
La peculiaritat de la cuina pied-noir jueva és que té relació amb les pràctiques dietètiques jueves (kosher).

## Productes
Aquesta gastronomia inclou productes de mar, riu i terra (carns, verdures, mariscos, peix…). També es preparen productes de xarcuteria: botifarra, pernil, llonganissa, merguez, salsitxes, sobrassada, xoriço…
Com en tota la dieta mediterrània, és abundant l'ús de l'oli d'oliva. Les olives també es consumeixen verdes o negres, conservades en salmorra o també triturades.
És comú l'ús d'espècies i condiments que s'usen en el nord d'Àfrica, similars a les espècies d'Orient Mitjà: anís, comí, coriandre, alfàbrega, cibulet, clau d'espècia, felfel (tipus de pebre vermell), l'all, la ceba, el safrà, la menta, la nou moscada i mescles d'espècies com el ras el hanout (mescla de comí, pebre vermell, canyella i llavors de fonoll).
Les salses comunes en la cuina pied-noire són: la harissa, l'escabetx, el alioli, la beixamel, la dersa i la salsa de tomata.
La sèmola de blat és també la base de l'alimentació: fi, mitjà o gruix. De l'antiguitat ençà, Algèria sempre ha estat considerat una regió granera.
Hi ha diferents menes de pa: pa fougasse, kesra, pita, pa sense llevat, pa batbout (de sèmola de llevat) i panets amb dàtils i nous.

## Plats

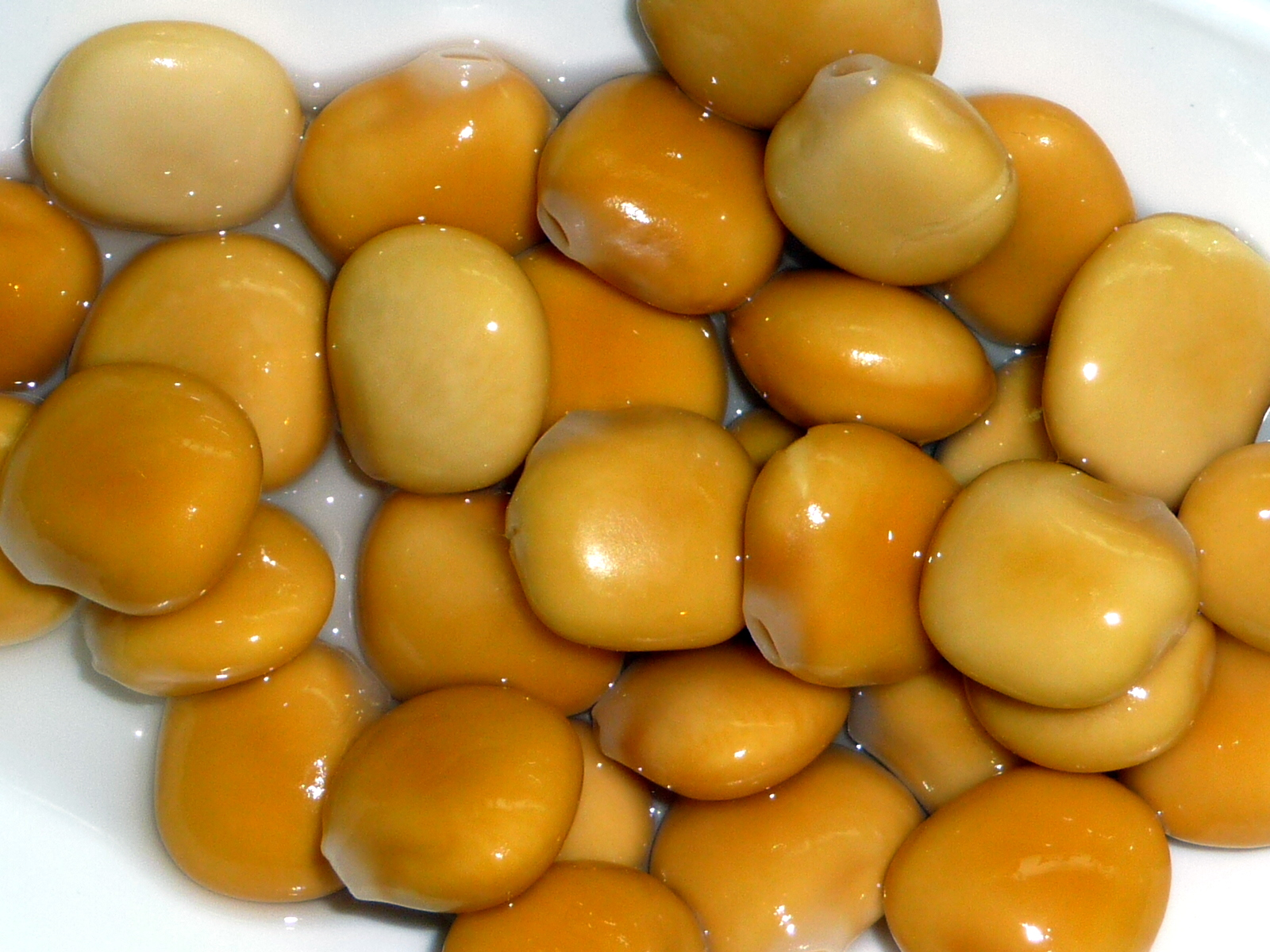
Tramussos.

### Platshors-d'œuvre(entrants)
Un plat molt frugal i comú és la llesca de pa amb oli d'oliva i fregat amb all.
De hors-d'œuvre (en català, entrants), destaquen els llobins, l'amanida d'albergínies, l'amanida de cors de palmera, l'amanida d'ou dur amb anxoves, l'amanida de pebrots rostits en forn o kanoun (similar a l'escalivada), l'amanida de cigrons, amanida jueva, amanida de fesols amb comí, i ous farcits.

### Plats forts

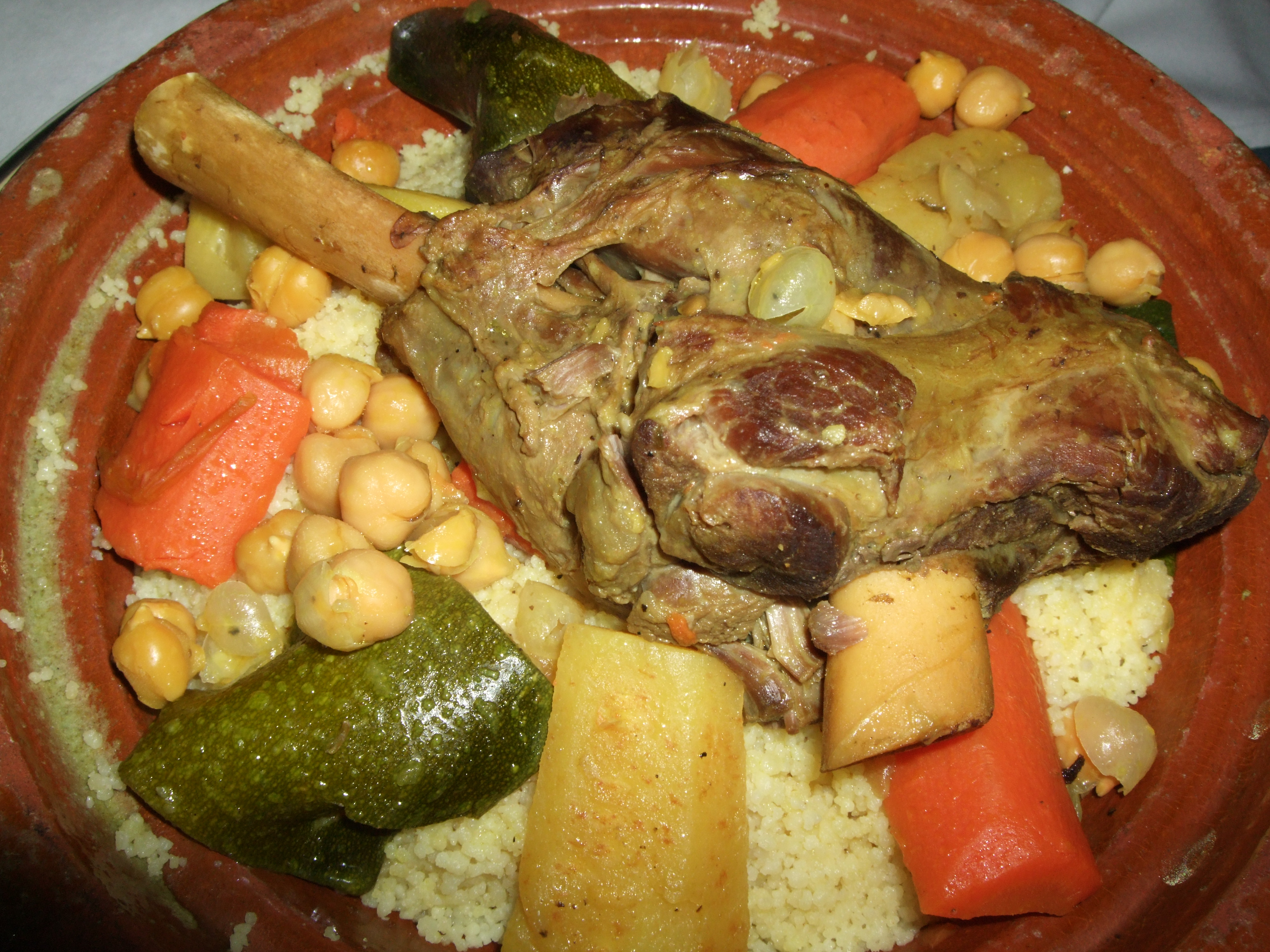
Cuscús de xai.

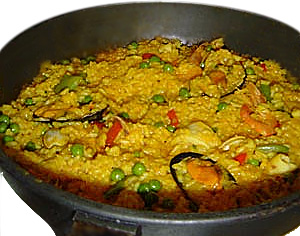
Paella pied-noir.

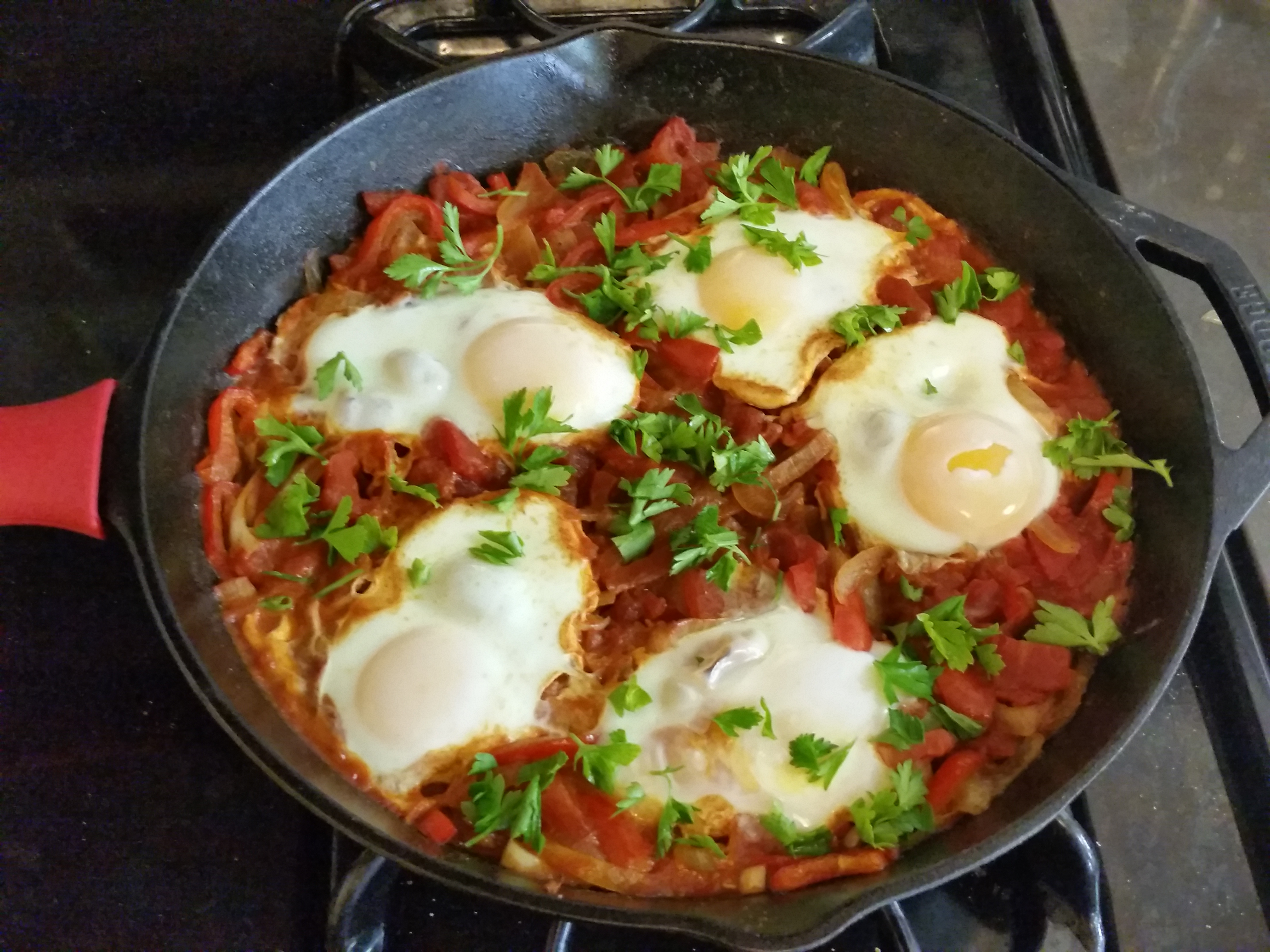
Shakshuka.

Un dels plat més emblemàtics és el cuscús, que és sèmola de blat, generalment de grandària mitjana. Es cuina en una cuscussera, després d'enrotllar-se a mà amb mantega. S'hi sol afegir alguna carn: ovella, xai, pollastre, boles de carn, barboucha (budell d'ovella) o peix (sobretot en la costa, i s'usa primordialment mero). També s'hi posa hortalisses: albergínies, cors de carxofa (rorcahas), card, pastanagues, col de cabdell (pels pieds-noirs originaris d'Alsàcia-Lorena), carbassó, fesols petits, naps o cigrons (hamous), pebrots vermells o verds (felfel). El brou es pot condimentar amb harissa. Tradicionalment, el cuscús es menja amb una cullera de fusta.
També la paella és una famosa recepta pied-noire, sorgeix de la paella valenciana però en difereix una mica, segons la recepta de cada llar, la base sempre és d'arròs amb pollastre, musclos, crustacis... aromatitzat amb safrà.
Pel que fa a sopes, cal destacar la chorba algerina (que se sol preparar amb un tipus de pasta anomenada langue d'oiseau, similar al orzo), el potage, la sopa de sèmola, la sopa de fesols, la sopa de peix i la sopa de tomata.
Alguns plats forts (en francès, plats de résistance) vegetarians de la cuina pied-noire són els briks (برك, empanadilla fregida), les coques algerianes (كوكة, espècie de pizzes, deriven de la coca catalana), les calenticas (قرنطيطة qarantīta, flam de farina de cigró que avui dia la serveixen venedors ambulants de tota Algèria), els caldi caldi (espècie de panada original de Malta, on n'hi diuen pastizzi). Moltes preparacions vegetarianes pied-noir es basen en panades de massa de farina, pasta fullada o massa feta fallida que farceixen amb carxofes, pèsols, mongetes, patates o amb albergínies fregides.
També cal destacar altres plats vegetarians com els carabassons fregits o la ceba fregida, la pastanaga el fonoll o les faves amb comí, la fregida algeriana (derivada de la piperrada espanyola), les patates gratinades, les migas, els pebrots morro de bou (verds o vermells) rostits en un forn o en un kanún (كانون, un tipus de fornell magrebí), pizz', que és l'acrònim algerià per a pizza, encara que sol fer-se de massa gruixuda (pizza à pâte épaisse), la ratatolha o pisto i la shakshuka (شكشوكة) amb ou.

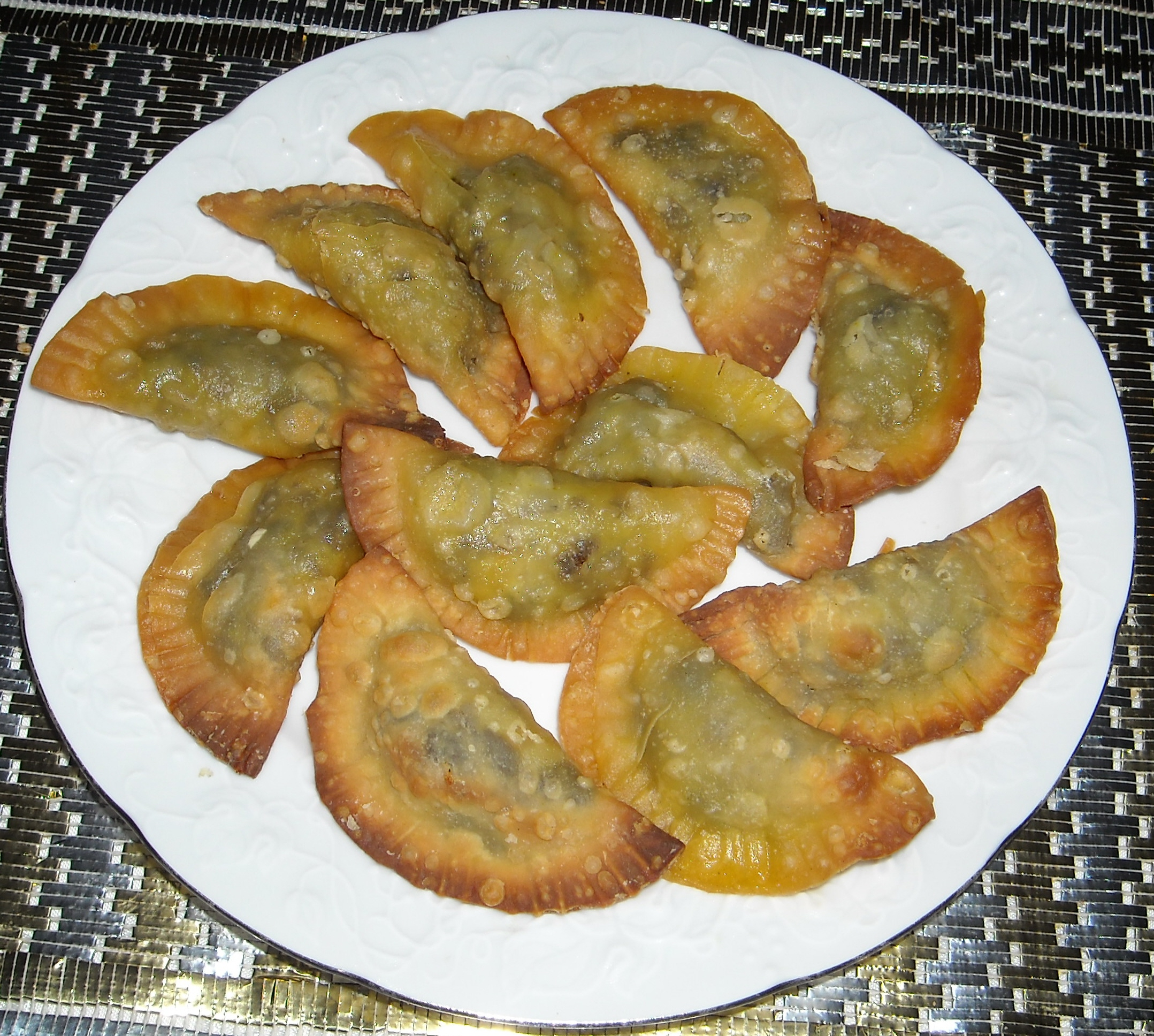
Briks.

Hi ha tota una varietat de beignets («bunyols»: d'albergínia, calamars, cervells, carbassons, bacallà, sardines...) i omelettes («truites d'ous»: sobrassada, xampinyons, carabassons, patates, tomates...). Quant a pasta i productes de la sèmola, els pieds-noirs cuinen canelons, macarrons (o gratinats de macarrons), tallarines, polenta (en comptes de farina de blat de moro, s'usa de blat), raviolis i sèmola fregida. Cal nomenar també el pastís maltès (tourte maltaise, pasta fullada farcida de formatge i ou) i el vol-au-vent.

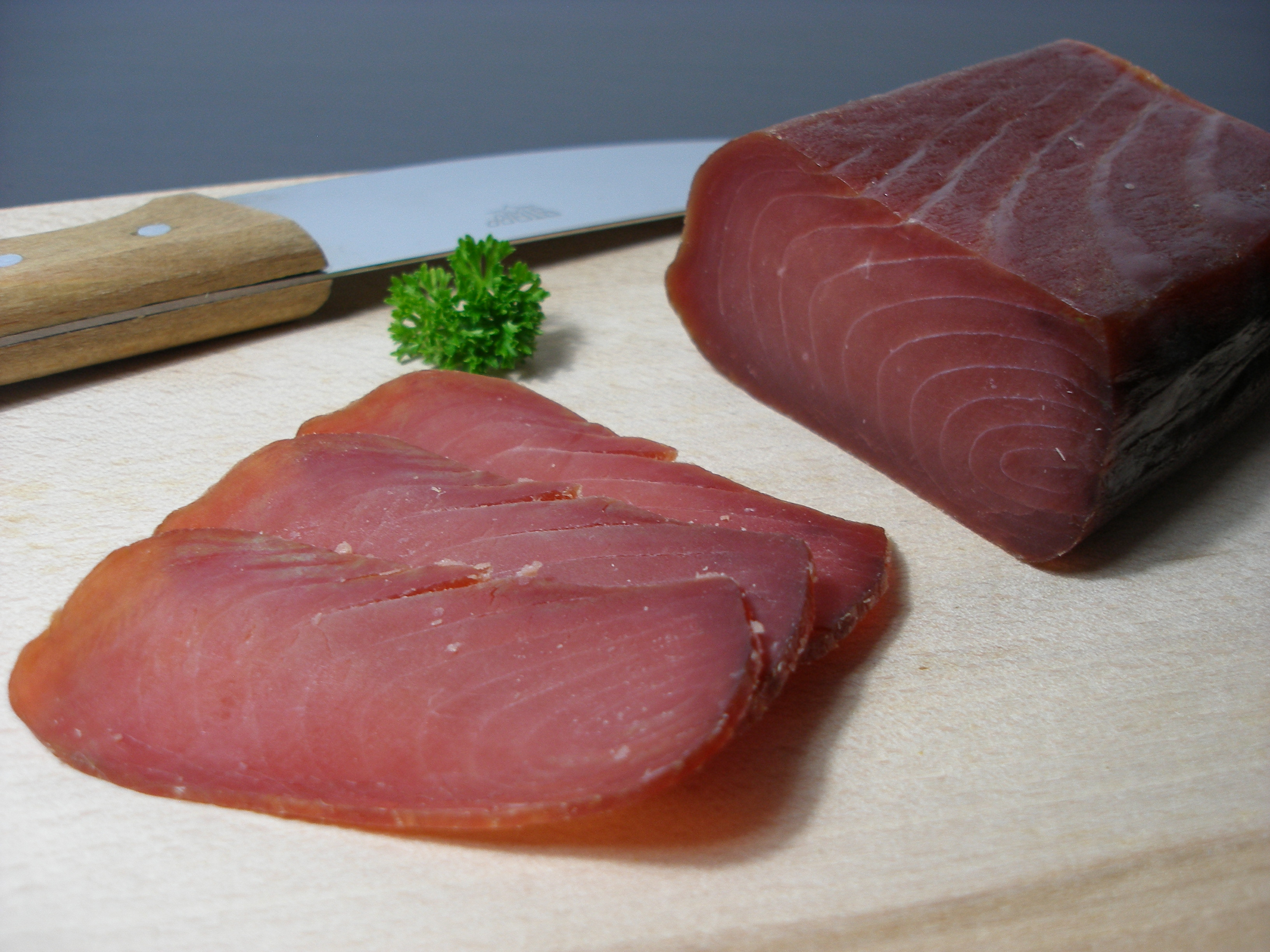
Moixama de tonyina.

Moltes preparacions es fan amb productes de mar, evidentment a les zones costaneres d'Algèria: anxoves marinades, barb farcit, bonítol o tonyina en salsa de tomàquet, calamars farcits, el caldero (d'origen murcià), gambes amb anís, daurada amb llimona adobada amb ceba, el ragú de bacallà, el verat o sardina a la graella o en escabetx, matsagounes (gamba de major grandària i grisenca) a la graella, moixma (salaó de bonito o tonyina), sardines o musclos en escabetx, rogers a la graella, eriçó de mar, pop, estofat de peix, petxines de pelegrí marinades amb espècies i anís, arròs amb gambes, papillotes, el sarg, el rom clavellat, la sèpia en la seva tinta o els sipions.
Quant a plats de carn destaquen la blanquette de vedella, les pilotes de carn, col de cabdell, carabassó o albergínia farcits de carn, l'estofat de senglar, el cuscús de pollastre o xai, l'espatlla de xai al forn, el gaspatxo oranès, la market lubia (مدقة لوبيا, bullit de mongetes amb carn), el meshwi o mechui (مشوي, peça de xai a la brasa), l'adafina o tfina (bullit de cigrons amb carn de xai), el tajin (estofat que pot ser de peix o carn), la pastela o bastela, conill amb tres pebrots (lapin aux trois poivrons), perdiu amb panses, pollastre a la llimona, o amb coriandre, o amb olives negres o verdes, o amb paprika, o amb arròs pollastre.
Entre les menuts és famós el braç de vedella farcit (melsa), el cap d'ovella al forn (bousoulouf), les broquetes de cor o de fetge de xai o d'ovella, els cervells d'ovella al forn, les potes de porc amb julivert o les potes d'ovella amb mongetes.
Els caragols es couen al forn o es fregeixen i s'acompanyen amb alioli, especiats amb comí o marinats en salsa picant.

## Darreries

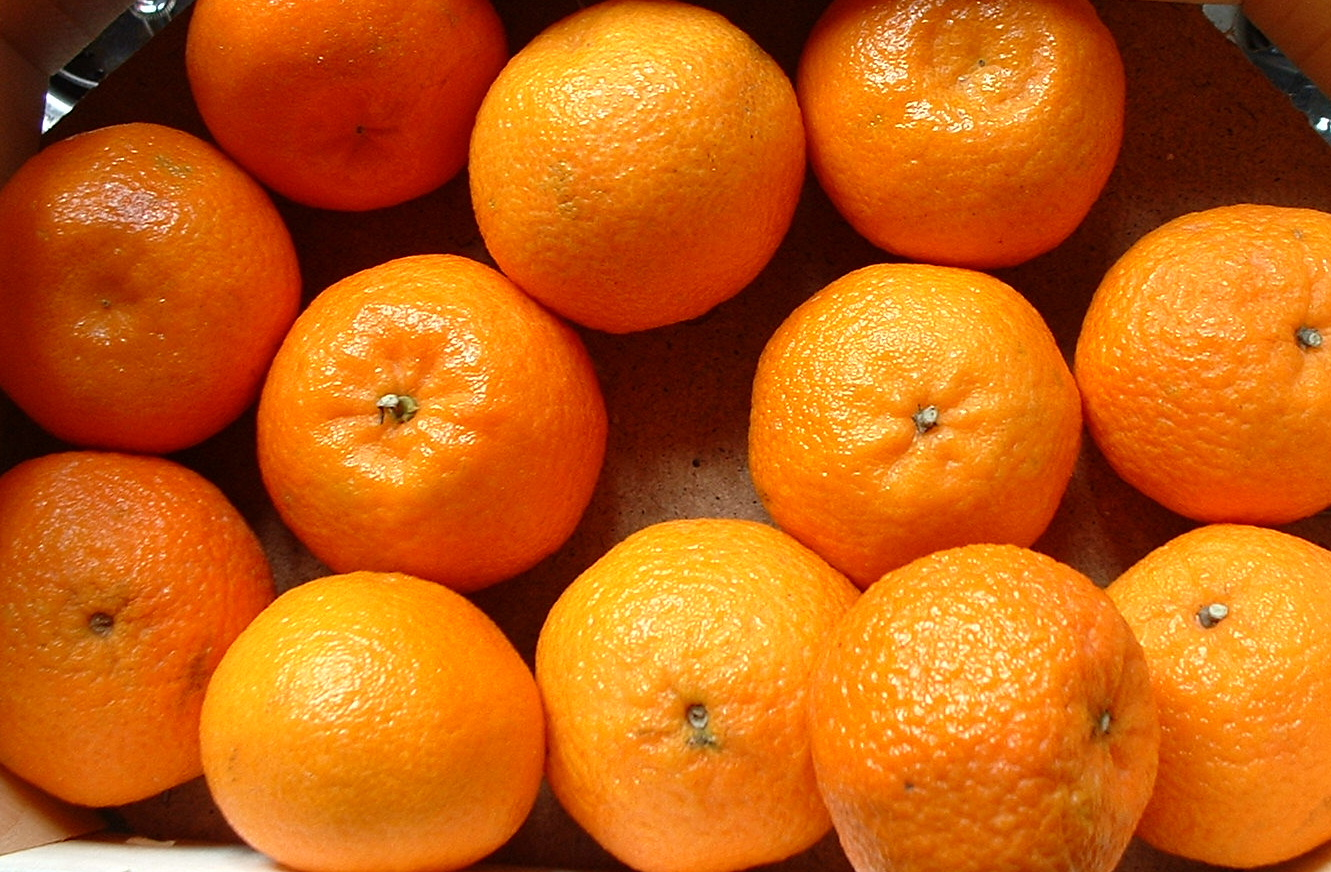
Clementines, variant de la taronja creada per un pied-noir el 1892 a Algèria.

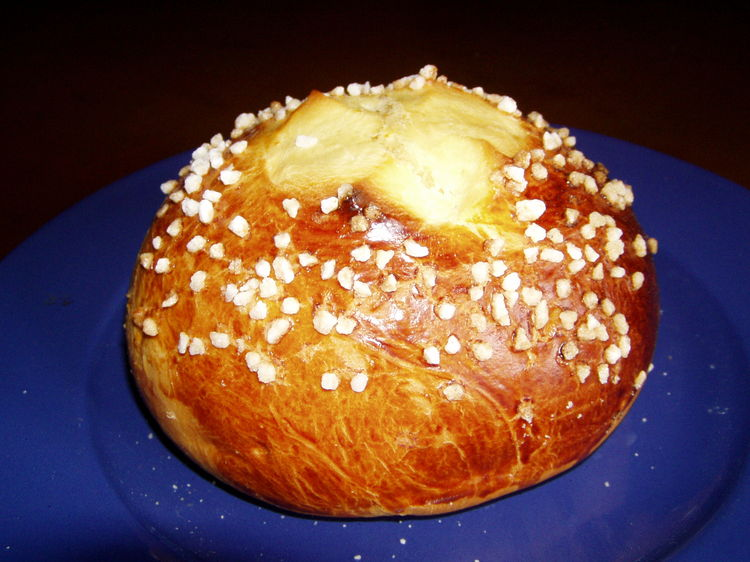
Mouna

La gastronomia pied-noir, com la resta de dietes mediterrànies, té una gran varietat de fruites fresques: l'albercocs, la mandarina, la taronja, la clementina (hibridació entre mandarina i taronja que va ser creada el 1892 a Misserghin a Algèria pel Pare Clément Rodier, un pied-noir) la taronja sanguina, l'aranja, l'arboç, la figa, el codony, la figa de moro, la magrana, el gínjol, el meló, la mora, la nespra, la síndria, el caqui, el ￼￼raïm￼￼.
Quant a fruita seca destaquen les ametlles, els cacauets, les garrofes, els dàtils (deglet nour de la regió de Biskra, molt famós), les castanyes, les nous, els festucs…
La pastisseria pied-noir té molt relació amb la pastisseria algeriana. Hi trobem receptes com la baklava (بقلاوة), les beignets, els bradjs (براج, pastissets de sèmola amb dàtils), el tronc de Nadal, el cabell d'àngel, el cigares aux amandes, els tcharak (تشاراك, similar al croissant però d'ametlles), les melmelades (de taronja, codony, figa, nespra, síndria o raïm), ca'ak (كعك, corones d'anís), cuscús dolç amb panses (couscous sucré aux raisins secs), les crepes, krebunis (كريبوني, de créponné, similar al sorbet de llimona), dàtils farcits (destaquen els farciments de pasta d'ametlles), sbiaat laaroussa, flam de taronja, sfenj (إسفنج, també ftaïr), gelatina d'arboç o codony, gelat italià, halva (حلاوة, d'ametlles, vainilla, festuc o xocolata), rahat-lokum (راحة الحلقوم), makroud (المقروض) amb mel, mandarina confitada, montecaos (de l'espanyol, mantecado), mouna (semblada a la brioche, és típica del dilluns de Pasqua, prové de la mona de Pasqua) amb oli d'oliva o mantega i amb flor del taronger, nogat (semblant al torró), oreillettes (orelleta), oublies (hòsties), llesques de pa torrat amb ou (també dites torrades franceses o pain perdu), roïcos, batata fregida, prunes seques farcides de pasta d'ametlles, amanida de taronja, sorbets, zlabia (زلابية, similar al yalebi)... entre moltes altres darreries.

## Begudes

### Licor d'anís

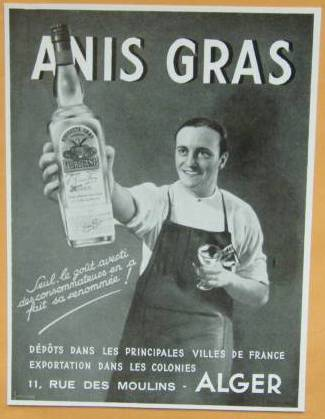
Cartell promocional d'Anis Gras (Alger, 1939).

El licor d'anís (anisette) a base d'anís i altres plantes, és típic per a l'aperitiu. Es considera la magdalena de Proust dels pieds-noirs. Les marques més famoses en són: 
- Anis Gras, nascut a Alger el 1872.
- Phénix, el qual és anís kosher.
- Cristal, creada a Alger en 1884 pels germans Limiñana, d'origen alacantí.
- Super Anis Galiana.

El còctel morisc (mauresque), típic d'Occitània, és fet ambpastis (licor de anís marsellès) i xarop d'orgeat. Si es barreja amb granadina, es diu «la tomata», mentre que si és amb menta és el «el piment» o «el papagai» (perroquet).
L'anisette se sol acompanyar de kémia (كمية «petita porció» en àrab) que és un assortiment d'aperitius varis (semblant al que a França es coneix com a amuse-gueules, a l'Orient Mitjà com a mezze o a Espanya «tapes»). Un kémia molt comú a Algèria són els lablabi (لبلابي, o també bliblis o torraicos pels pied-noir), és a dir, cigrons a la graella.

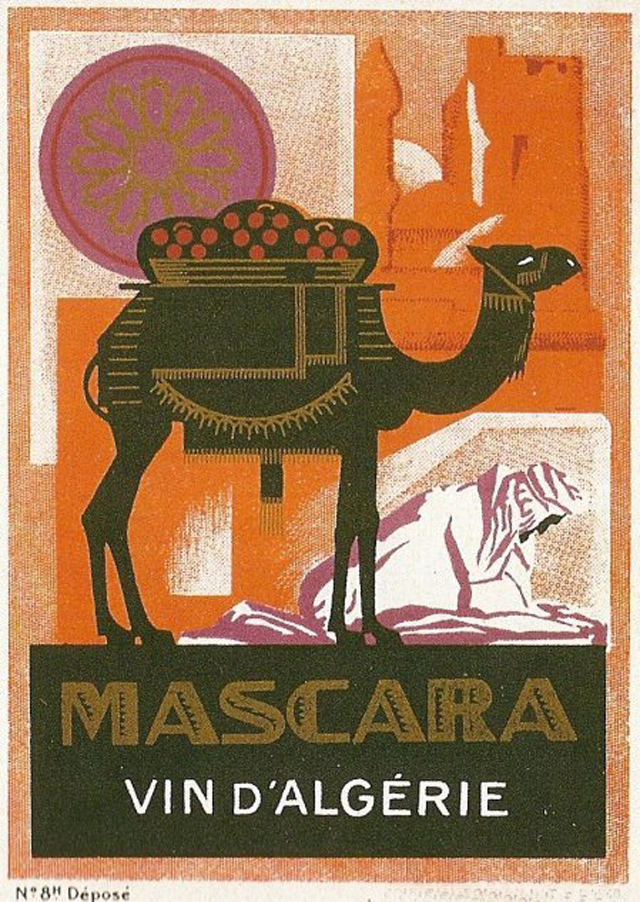
Cartell promocional del vi Mascara.

A mitjan segle xix es van importar ceps de França i el conreu del raïm es va convertir en una economia molt important a Algèria abans de la independència, sobretot a les regions d'Alger i Orà (Algérois i Oranie respectivament). Es produïen tant vi negre com a blanc, rosat i moscatell, amb una grau entre 13º i 17º. A causa de la calor d'Algèria, era comuna entre els pied-noirs d'afegir-hi gel. Algunes ampolles de vi algerià es van portar a França durant la repatriació dels Pieds-Noirs (1962). Els vins més coneguts van ser Boulaouane, Guébar, Mascara, Royal Kebir i Sidi Brahim. Avui dia encara resta alguns vinyers a Algèria. Altres vins s'importen encara del Marroc (una varietat de Sidi Brahim) o Thébar a Tunísia.

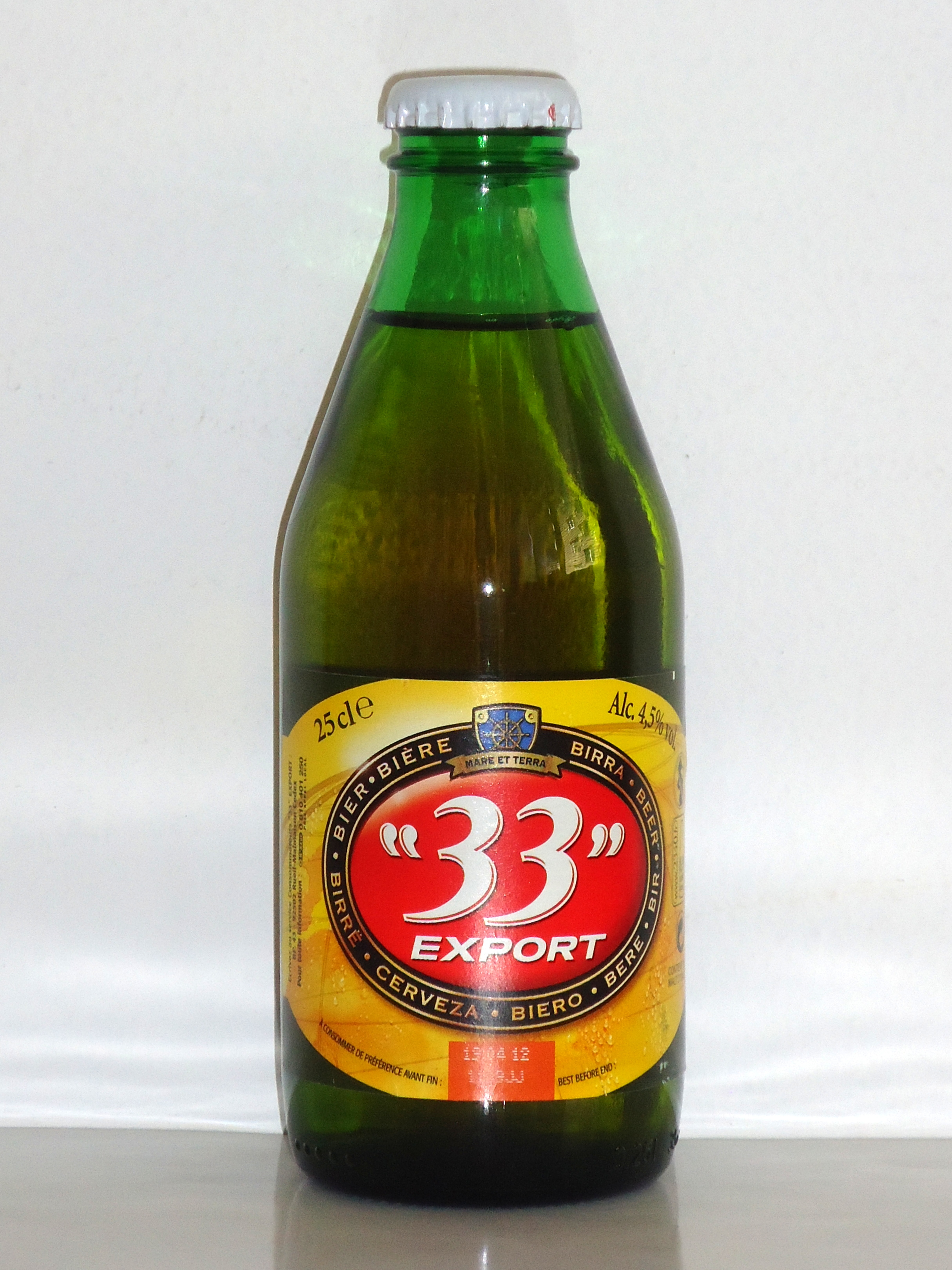
Cervesa 33 Export.

### Cervesa
Abans de la independència d'Algèria en 1962 hi havia fàbriques de cervesa de malt a Orà, Philippeville (actual Skikda) i Alger. La més antiga va ser la Cerveseria Wolf establida el 1868, a Constantina. La cervesa més famosa va ser la 33 Export, que actualment es produeix encara en moltes ex-colònies franceses (Camerun, el Marroc, el Gabon, Vietnam, Tunísia...). Malgrat la prohibició islàmica de beure alcohol, alguns musulmans van arribar a consumir aquesta cervesa.

### Sucs i refrescos
El 1936, el pied-noir Léon Breton comercialitza l'Orangina, dels terrenys de tarongers que posseïa a Boufarik, un suc de taronja lleugerament gasificat. Altres sucs de fruites són el agualemon (similar a la granita), l'Antésite (a base de regalèssia), la llimonada, la citronnade, l'aigua de coco, suc de síndria, el Selecte (soda amb aroma de plàtan) o la Judor (soda amb aroma de taronja). També destaquen els nèctars de menta, granadina, llimona, llima... de la marca Tchina.

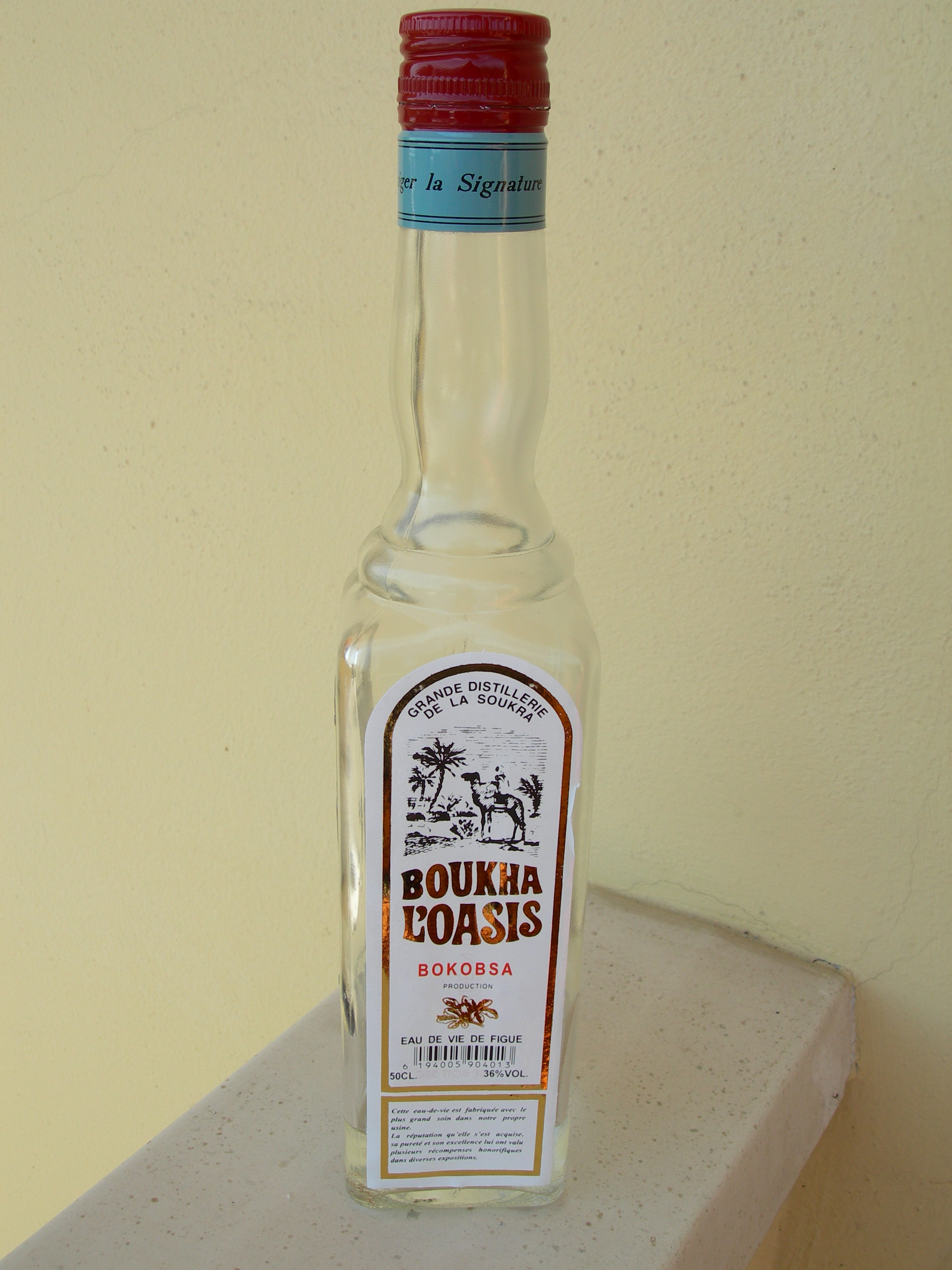
Botella de bujda tunisià.

Una altra beguda comuna per a l'aperitiu és el Picon o Amer Picon, un tipus de bíter a base de pela de taronja amb caramel. Va ser creat el 1837 per Gaétan Picon, soldat de l'Armada Africana (Armée d'Afrique) que va establir la seva destil·leria a Philippeville (actual Skikda).
El bujda (بوخة boukhda) és un destil·lat alcohòlic de figues creat per Abraham Bokobsa a Tunísia a la fi del segle xix i actualment es ven per tot el Magrib.
Els tradicionals cafè turc i te amb menta (encara que més correctament, cafè àrab o turc) que es consumeixen a tot el món àrab.
El champoreau (de l'espanyol «champorro») és un licor de cafè o cafè amb algun tipus d'alcohol (per exemple, vi negre, rom o conyac) que durant la segona meitat del segle xix va ser la beguda omnipresent de l'Algèria de fresc colonitzada. És equivalent al carajillo d'Espanya o al caffè corretto d'Itàlia.
També va ser típic el vin d'orange («vi de taronja»), que no és pas vi. Es tracta d'una infusió de pell de taronges macerades en alcohol neutre.
El xerigot de llet o leben (لبن) que se sol acompanyar de bradjs (vegeu a Darreries). És el residu agre de la llet que roman després de la transformació de la crema en mantega en una manteguera. També va ser comú el ponx d'ou (lait de poule), importat d'Europa.